# Mission Viejo Circuit

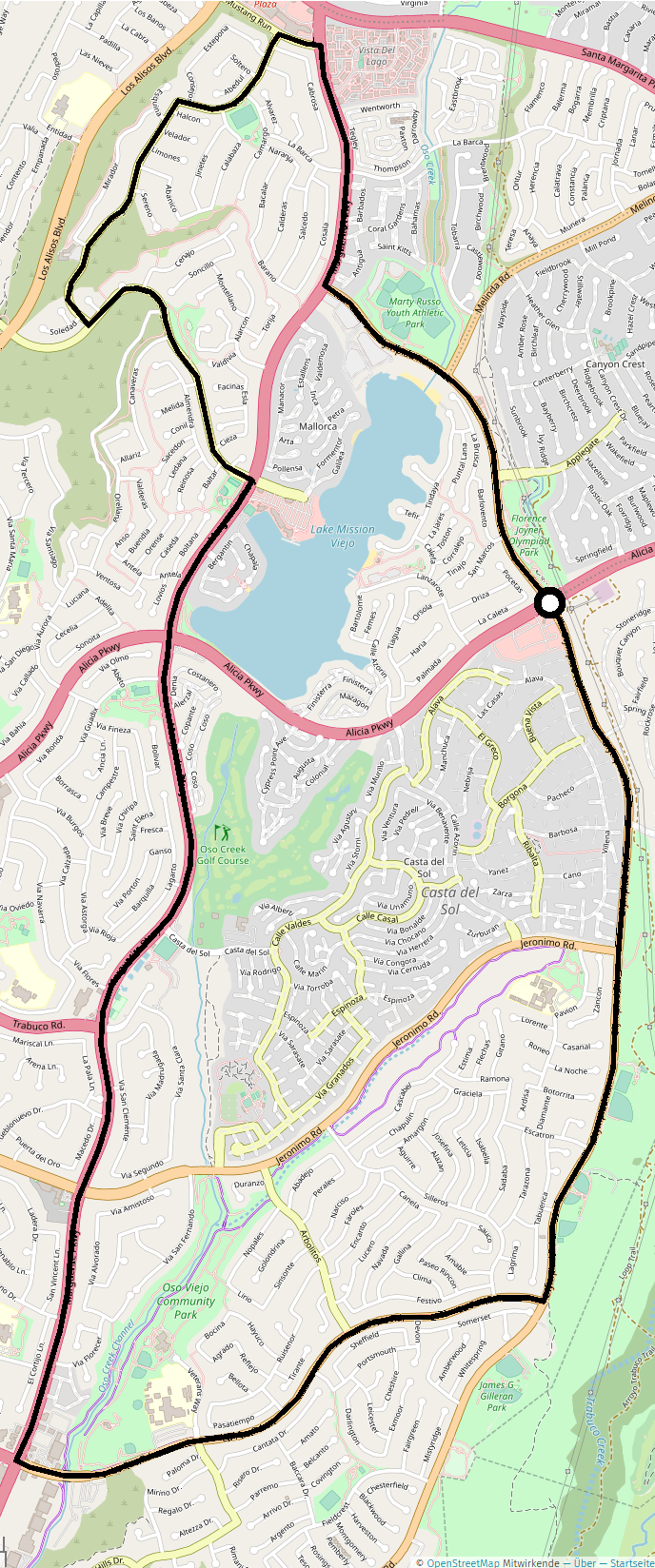
Streckenverlauf des Mission Viejo Circuit

Der Mission Viejo Circuit war ein Rundkurs für die Straßenrennen im Rahmen der Radsportwettbewerbe der Olympischen Sommerspiele 1984 in Los Angeles. Der Kurs befand sich in Mission Viejo.

## Streckenverlauf
Eine Runde auf dem Mission Viejo Circuit war insgesamt 15,85 km lang. Beim Straßenrennen der Männer mussten die Athleten insgesamt 12 Runden absolvieren, was eine Gesamtdistanz von 190,2 km ergab. Für das Straßenrennen der Frauen betrug die Rundenanzahl 5, wodurch das Rennen insgesamt 79,2 km lang war.
Der Start und das Ziel befanden sich auf der Olympiad Road an der Kreuzung zum Alicia Parkway. Der Kurs verlief zu Beginn in Richtung Norden größtenteils flach, vorbei am Lake Mission Viejo, und bog nach 1,7 Kilometern nach rechts auf den Marguerite Parkway ab. Es folgten nun die ersten kleineren Anstiege und nach 2,8 Kilometern drehte der Kurs über den Mustang Run in die Crucero ein und verlief dort bis zum Streckenkilometer 4,7 in Richtung Süden. Danach folgte auf der Vista Del Lago der erste größere Anstieg mit bis zu 7,5 % Steigung. Nach diesem Anstieg ging es bergab, ehe die Fahrer nach circa 6 Kilometern wieder auf den Marguerite Parkway abbogen und dort einen kurzen Anstieg absolvieren mussten, ehe der Kurs erneut größtenteils abschüssig verlief. Nach 10,4 Kilometern drehte der Kurs nach links in die La Paz Road und es folgte der längste Anstieg mit einer Länge von circa 2,2 Kilometern und einer Steigung von bis zu 8,8 %. Am Ende dieses langen Anstieges bogen die Fahrer erneut nach links ab und kehrte auf die Olympiad Road zurück. Dort galt es auf der Zielgeraden noch einen weiteren kürzeren Anstieg zu überwinden.